# Capital inversión
El capital inversión (del inglés private equity) es un tipo de actividad financiera que consiste en la adquisición, por parte de una entidad especializada en capital inversión, del paquete mayoritario de acciones de una sociedad. La entidad de capital inversión se convierte de esta manera en el propietario mayoritario de la sociedad, normalmente de forma temporal, ya que transcurrido un tiempo se suele realizar la venta de las acciones compradas. El plazo de mantenimiento de la inversión es variable, normalmente en función del éxito de la actividad desarrollada, ya que el objeto de la inversión no es la tenencia en sí de las acciones sino la obtención de una rentabilidad en la operación. Esta actuación no tiene por qué suponer la captación de nuevos fondos para la sociedad transmitida. Si bien es habitual que el capital inversión a menudo se realice con adquisición de paquetes mayoritarios, también existen estrategias de inversión de capital inversión con adquisición de paquetes minoritarios. En estas adquisiciones minoritarias la inversión suele ir acompañada de acuerdos (pactos de socios o pactos parasociales), con el objetivo de garantizar determinados derechos al inversor, como: mayorías reforzadas en la junta general y el órgano de administración, derechos de desinversión denominados cláusulas de arrastre (drag along), etc.
Las operaciones de capital inversión suelen estar dirigidas a empresas maduras con flujos de caja estabilizados, en las que los anteriores propietarios desean vender su participación bien sea por desavenencia entre los antiguos accionistas, problemas en la sucesión de empresas familiares o desinversión de filiales no consideradas estratégicas en grupos industriales. En algunos casos la operación conlleva la salida del mercado de valores de la empresa transmitida
El capital inversión tiene unas nociones ligeramente distintas al anterior concepto. Sirve para denominar la adquisición por parte del inversor del capital riesgo de las acciones de los actuales accionistas. Esta vez no se da una entrada de dinero vía ampliación de capital, sino que el capital riesgo se convierte en el propietario mayoritario, siendo los casos más habituales problemas sucesorios en empresas familiares o desinversión de divisiones que dejan de ser prioritarias en el caso de grandes conglomerados de empresas.
Además, dentro de este grupo se encuentran las operaciones conocidas como adquisición por la dirección (MBO), donde los gestores, con la ayuda del capital riesgo, compran la empresa a
sus actuales propietarios, pasando a ser ellos mismos, junto al fondo de capital riesgo, los nuevos dueños de la empresa

## Principales formas de actuación
- Capital riesgo: se invierte en un negocio nuevo o se expande uno de tamaño pequeño;
- (en:) Buy-out: se adquiere una empresa o al menos una parte significativa de la misma de un tamaño importante;
- Situaciones extraordinarias: se invierte en empresas que pasan por dificultades financieras o cambios importantes, tales como cambios regulatorios o en la tendencia del mercado.

## Ranking
A continuación se detallan las 10 empresas de capital inversión más grandes del mundo según una clasificación de 2014 creada por la revista de la industria Private Equity International
1. The Carlyle Group
2. Kohlberg Kravis Roberts
3. The Blackstone Group
4. Apollo Global Management
5. TPG Capital
6. CVC Capital Partners
7. General Atlantic
8. Ares Management
9. Clayton Dubilier & Rice
10. Advent International